# Bevil Oaks
Bevil Oaks – miasto w Stanach Zjednoczonych, w stanie Teksas, w hrabstwie Jefferson.